# 李伯谦
李伯谦（1937年—），男，河南郑州人，中国考古学家，北京大学教授、考古系原主任，曾任中国考古学会常务理事。